# Edward H. Dewey
Edward Hooker Dewey (1837. május 21. – 1904. december 21.) amerikai orvos, a modern kori terápiás böjt egyik úttörője, a "böjtkúra atyjaként" is emlegetik.

## Élete
1864-ben szerezte orvosi diplomáját, majd sebész segédként kezdte pályafutását az amerikai hadseregben. 1866-tól a pennsylvaniai kisvárosban, Meadville-ben körzeti orvosként dolgozott. Az idő haladtával egyre inkább a természetes gyógymódok felé fordult. Orvosi praxisa során tapasztalta, hogy a betegség tüneteinek egyik első jele az étvágy elvesztése. A betegség ideje alatt erőszakolt táplálás minden esetben a beteg állapotának rosszabbodását hordozza.
Dewey élete hátralevő részében (kb. 25 éven át) böjtöltetéssel, légzőgyakorlatokkal, oszteopátiával, helioterápiával sikeresen gyógyította pácienseit. A reggelizést, mint napi táplálékot erősen ellenjavallta (erről könyve is megjelent).
Különböző betegségek ellen ajánlotta a gyógyböjtöt és saját gyermekét is böjtöltette, amikor az diftériában megbetegedett.
1904 elején, 67 évesen agyvérzés érte. Egy 16 napos böjt után viszont helyrejött és újra aktívvá vált a szakmájában. Az év végén egy második bénulási rohamban halt meg. Meadville-ben temették el.  A kutatók szerint a bénulása a táplálkozási hibáinak következtében állt be.

## Művei
The No-Breakfast Plan and the Fasting-Cure című (Böjtkúra) műve (eredetileg 1900-ban jelent meg) nagy sikert aratott az olvasók körében. 1921-re három kiadáson ment keresztül, és lefordították más nyelvekre is. Ebben Dewey amellett érvelt, hogy az emberek teljesen tartózkodjanak a reggelizéstől, és csak kétszer étkezzenek naponta. Minden betegséget és élettani problémát a túlzott evésnek tulajdonított.
- 1894. The True Science of Living
- 1895. The New Gospel of Health
- 1896. A New Era for Women
- 1899. Chronic Alcoholism
- 1900. The No-Breakfast Plan and the Fasting-Cure (online:[7])

## Fordítás
- Ez a szócikk részben vagy egészben  az   Edward H. Dewey című angol Wikipédia-szócikk fordításán alapul.  Az eredeti cikk szerkesztőit annak laptörténete sorolja fel. Ez a jelzés csupán a megfogalmazás eredetét és a szerzői jogokat jelzi, nem szolgál a cikkben szereplő információk forrásmegjelöléseként.

## Kapcsolódó szócikk
- Böjt